# 伊豆大島デジタルテレビ中継局
伊豆大島デジタルテレビ中継局（いずおおしまデジタルテレビちゅうけいきょく）は、東京都大島町（伊豆大島）に開局した地上デジタルテレビジョン放送の中継局。

## 概要
- 当中継局は、伊豆大島の広範囲に電波を発射している。
- なお、町内に置かれていた地上アナログテレビジョン放送の中継局については、MX大島中継局及び波浮テレビ中継局を参照のこと。
- この中継局の近傍に、2013年1月29日、在静局向けのデジタル中継局「伊豆東海岸デジタルテレビ中継局」が設置された。

## 中継局概要
| リモコン キーID | 放送局名       | チャンネル | 空中線電力 | 実効輻射電力 | 放送対象地域                                      | 放送区域 内世帯数 |
| --------------- | -------------- | ---------- | ---------- | ------------ | ------------------------------------------------- | ----------------- |
| 1               | NHK 東京総合   | 35ch       | 3W         | 35W          | 関東広域圏 （茨城県、栃木県及び群馬県を含まない） | 約2628世帯        |
| 2               | NHK 東京教育   | 39ch       | 3W         | 34W          | 全国                                              | 約2628世帯        |
| 4               | NTV 日本テレビ | 41ch       | 3W         | 34W          | 関東広域圏                                        | 約2628世帯        |
| 5               | EX テレビ朝日  | 43ch       | 3W         | 34W          | 関東広域圏                                        | 約2628世帯        |
| 6               | TBSテレビ      | 45ch       | 3W         | 34W          | 関東広域圏                                        | 約2628世帯        |
| 7               | TX テレビ東京  | 51ch       | 3W         | 34W          | 関東広域圏                                        | 約2628世帯        |
| 8               | CX フジテレビ  | 37ch       | 3W         | 34W          | 関東広域圏                                        | 約2628世帯        |
| 9               | TOKYO MX       | 30ch       | 3W         | 34.1W        | 東京都                                            | 約2628世帯        |

## 中継局置局住所
- 大島町野増の御神火茶屋付近（MX大島中継局と同じ場所）

## 放送エリア
- 2012年2月12日までは、大島町の一部地域だったが[10]、2月13日以降からは利島村の全域も含まれる。

## 歴史
- 2008年10月10日 予備免許交付
- 2008年10月14日[11] - 11月30日 試験放送実施
- 2008年11月28日 免許交付
- 2008年12月1日 放送開始
- 2012年2月13日 この日から出力増力を実施し、放送エリアを拡大。